# Якубенко, Анатолий Владимирович
 Анатолий Владимирович Якубенко (бел. Анатоль Уладзіміравіч Якубенка; род. 28 сентября 1959, Витебск, Белорусская ССР, СССР) — советский и белорусский баскетболист и тренер. Мастер спорта СССР. Главный тренер сборной Белоруссии (1998—2000). Государственный тренер Республики Беларусь по баскетболу (с 2006).

## Игровая карьера
Анатолий Якубенко начал заниматься баскетболом в 1972 году в ДЮСШ №4 города Витебска. Первый тренер — Владимир Семёнович Горелышев.
В чемпионате СССР выступал за минский РТИ (1977—1991). В конце 1970-х годов привлекался юношескую сборную СССР,  а в 1980-е годы — в мужскую сборную СССР. В начале-середине 1990-х годов выступал за клубы Словакии, Польши и Эстонии.
С 1995 года Якубенко выступал в чемпионате Белоруссии за клубы из Минска и Витебска, дважды становился серебряным призёром чемпионата Белоруссии. В 1998 году сыграл 2 матча за клуб «Гродно-93» в предварительном раунде Кубка Корача.

## Тренерская карьера
В 1998 году продолжающий игровую карьеру Якубенко был одновременно назначен главным тренером сборной Белоруссии, отработал на этой должности до 2000 года. Затем перешёл на должность ассистента главного тренера сборной, на которой отработал до 2005 года.
В сезоне-1999/2000 Якубенко был главным тренером клуба РТИ-ОЗАА, вывел его в полуфинал плей-офф чемпионата Белоруссии. Накануне серии за бронзовые медали был уволен из команды из-за конфликта с игроками и руководством клуба.
В 2001 году Якубенко сыграл тренера команды «Supremes» в фильме режиссёра Менахема Голана «Игра со смертью» («Death Game»).
С 2001 года Анатолий Якубенко работал главным тренером баскетбольного клуба «Минск» (в дальнейшем клуб носил названия «Минск-БНТУ», БНТУ, БНТУ-Минская область). Под его руководством клуб завоевал бронзовые медали чемпионата Белоруссии в сезоне-2002/2003, а осенью 2003 года выступал в финале Кубка Белоруссии, где уступил 1 очко клубу «Гродно-93».
С 2006 года Анатолий Якубенко работает на должности главного тренера национальных команд Республики Беларусь с одновременным выполнением обязанностей гостренера. Руководил женской молодёжной сборной Белоруссии (U-20) на чемпионате Европы-2014.

## Достижения

### В качестве игрока
- Серебряный призёр чемпионата Белоруссии: 1995/1996, 1997/1998.

### В качестве тренера
- Бронзовый призёр чемпионата Белоруссии: 2002/2003.
- Финалист Кубка Белоруссии: 2003.